# Padajući popis
Padajući popis (eng. drop-down list, također drop-down; drop-down menu, drop menu, pull-down list, picklist) je element grafičkog korisničkog sučelja. Omogućuje korisniku izabrati jednu vrijednost s popisa. Sličan je popisnom okviru, ali nije stalno proširen radi prikazivanja stavaka u popisu.
Kad je padajući popis neaktivan, prikazuje jednu vrijednost. Kad je aktiviran, prikazuje (pada k dolje) popis vrijednosti, od kojih korisnik može izabrati jednu. Kad korisnik izabere novu vrijednost, kontrola se vraća u neaktivno stanje, prikazujući izabranu vrijednost. Često se koristi u dizajniranju grafičkih korisničkih sučelja, uključujući i web dizajn.
Na Macintoshevoj platformi, ova vrsta kontrole naziva se "iskočni popis" ("pop-up menu"); ipak, izraz "iskočni popis" tj. "iskočni izbornik" ("popup menu") se na drugim sustavima s grafičkim korisničkim sučeljem koristi za kontekstne izbornike.